# October & April
October & April è un singolo del gruppo musicale finlandese The Rasmus, pubblicato il 9 novembre 2009 come unico estratto dalla seconda raccolta Best of 2001-2009.

## Descrizione
Si tratta di un brano originariamente composto durante le fasi di lavorazione del settimo album in studio Black Roses, dal quale è stato tuttavia scartato. Il brano presenta inoltre la partecipazione vocale della cantante Anette Olzon, allora frontwoman dei Nightwish.
Nell'agosto 2010 venne fatta trapelare su Internet un'altra versione del brano (mai pubblicata ufficialmente), in cui la voce femminile è quella di Lena Katina, componente delle t.A.T.u.

## Video musicale
Il video è stato diretto da Owe Lingvall, che aveva già realizzato per il gruppo quello per il precedente singolo Justify.

## Tracce
Testo di Lauri Ylönen, musica dei The Rasmus.
CD promozionale (Finlandia)
1. October & April (featuring Anette Olzon) – 3:53

CD singolo (Finlandia)
1. October & April (featuring Anette Olzon) – 3:53
2. October & April (Video) – 3:53

Download digitale
1. October & April (featuring Anette Olzon) – 3:53
2. October & April (Loaded Gun Remix) – 3:32
3. October & April (The Attic Remix) – 8:02
4. October & April (The Attic Remix Edit) – 4:39

## Classifiche
| Classifica (2009) | Posizione massima |
| ----------------- | ----------------- |
| Finlandia         | 2                 |
| Germania          | 79                |
| Polonia           | 4                 |